# Marcé-sur-Esves
Marcé-sur-Esves ist eine französische Gemeinde mit 251 Einwohnern (Stand: 1. Januar 2022) im Département Indre-et-Loire in der Region Centre-Val de Loire; sie gehört zum Arrondissement Loches und zum Kanton Descartes. Die Einwohner werden Marcéens genannt.

## Geographie
Marcé-sur-Esves liegt etwa 40 Kilometer südlich von Tours am Esves. Umgeben wird Marcé-sur-Esves von den Nachbargemeinden Draché im Norden und Nordwesten, Sepmes im Norden und Nordosten, Civray-sur-Esves im Osten, Descartes im Süden und Südosten sowie La Celle-Saint-Avant im Westen und Südwesten.

## Bevölkerungsentwicklung
| Jahr                      | 1962 | 1968 | 1975 | 1982 | 1990 | 1999 | 2006 | 2013 |
| Einwohner                 | 299  | 289  | 276  | 252  | 232  | 227  | 244  | 242  |
| Quelle: Cassini und INSEE |      |      |      |      |      |      |      |      |

## Sehenswürdigkeiten

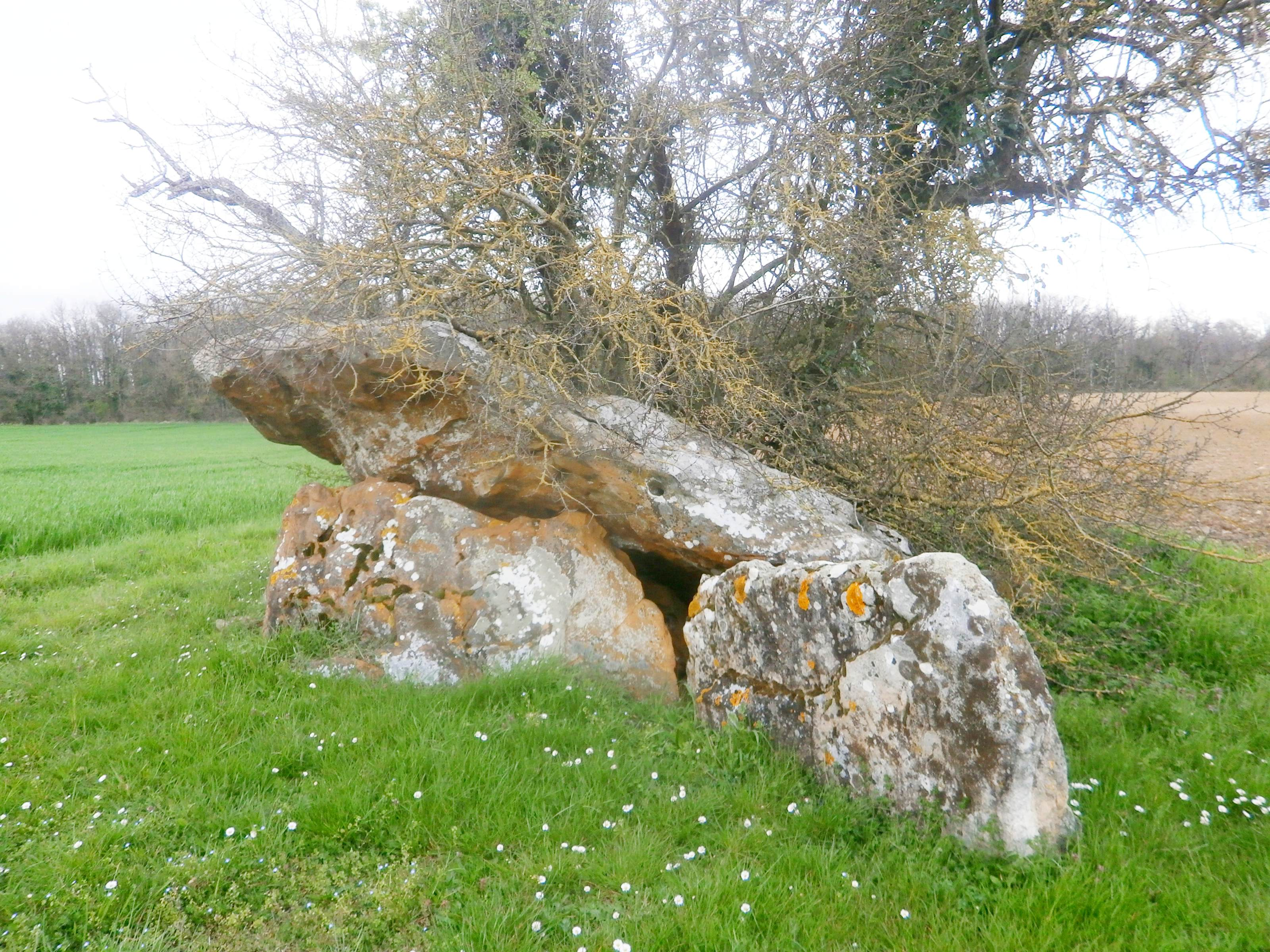
Dolmen Chillou du Feuillet

- Dolmen Le Chillou du Feuillet
- Kirche Saint-Martin